# Никольский собор (Сан-Паулу)
Нико́льский собо́р (порт. Catedral Ortodoxa de São Nicolau) — кафедральный собор Сан-Паульской и Южно-Американской епархии неканонической Русская православная церковь заграницей (юрисдикции митрополита Агафангела), расположенный в Сан-Паулу.

## История
В октябре 1925 года в Сан-Паулу, где находилось немало русских белоэмигрантов, был образован первый русский приход. К началу 1920-х годов обосновавшаяся там русская православная колония являлась уже самой большой в стране. По различным оценкам, в Сан-Паулу проживало от 600 до 1000 выходцев из России. Некоторое время приход располагался в Антиохийской церкви, где службу для русских совершал сирийский православный священник Христофор.

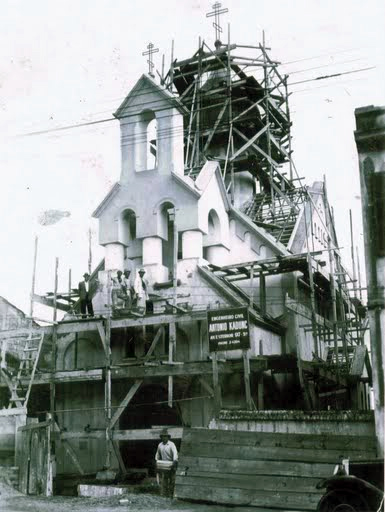
Строительство собора (фотография 1928 года)

Деревянный резной иконостас был выполнен мастером из Пскова М. Т. Пугачовым. Иконы для нового храма были пожертвованы протопресвитером Константином Изразцовым. 11 июня 1927 года в Сан-Паулу прибыл из Эстонии русский священник Михаил Кляровский
8 апреля 1928 года было совершено освящение нового храма. Русская эмигрантская газета писала по этому случаю: «Громадное стечение молящихся придало тожеству характер русско-национального православного праздника. Новый русский храм, хотя и устроенный в нанятом помещении, поражает своим уютом и какой-то особенной духовной светлостью, его наполняющей».
В 1931 года священника Михаила Кляровского, переехавшего в Парагвай, сменил иеромонах Михей Ордынцев. Он стал одновременно настоятелем храма Святой Живоначальной Троицы, построенного в 1931 года в окрестностях Сан-Паулу, в местечке Вила-Алпина. В этот же период при церкви святителя Николая Чудотворца было организовано отделение Братства святого Владимира и Сестричество во имя Покрова Пресвятой Богородицы.
В 1934 году православные, осевшие в Бразилии, обратились к Архиерейскому Синоду РПЦЗ с просьбой открыть у них русскую православную архиерейскую кафедру и прислать им епископа.
4 сентября 1934 году была учреждена Бразильская епархия, правящим архиереем которой был назначен епископ Феодосий (Самойлович). 5 января 1935 года он прибыл в Бразилию в сопровождении бывшего инока Оптиной пустыни иеромонаха Пармена (Останкова). Епископ совершал строго уставные богослужения по воскресным и праздничным дням. Службы сопровождались песнопениями церковного хора, которым долгие годы управлял псаломщик Д. А. Суханов.
Стараниями епископа Феодосия за восемь месяцев на пожертвования прихожан и деньги, выделенные для епархии протопресвитером Константином Изразцовым по проекту археолога Константина Трофимова было построено нынешнее здание Свято-Николаевского храма в Сан-Паулу. 6 августа 1939 года состоялось освящение Никольского храма, ставшего кафедральным собором.
После второй мировой войны приход Собора пополнился эмигрантами из СССР и Китая.
В мае 2007 года благочинный церквей в Бразилии протоиерей Георгий Петренко, будучи непримиримым противником Московской Патриархии и Акта о каноническом общении, вместе с собором перешёл в юрисдикцию неканонического Временного высшего церковного управления Русской Православной Церкви Заграницей под председательством епископа Таврического и Одесского Агафангела (Пашковского). За ним последовали все приходы РПЦЗ в Бразилии. 3 августа 2009 года он был пострижен в монашество с именем Григорий, а 8 августа там же хиротонисан во епископа Сан-Паулского и Южно-Американского.